# Backslang
Backslang innebär en medveten omkastning av stavelser inom ett ord eller mellan ord i ett uttryck för att skapa ett slanguttryck. I Sverige har det använts som ett hemligt språk av skinnberedarna och -säljarna från Malung (Lungma, genom backslang) likt Västgötaknallarnas månsing och sotarnas knoparmoj. 
I franskan finns omkastade ord i den uråldriga bakochframvarianten verlan som i sig är ett ord som har kastat om stavelserna i ordet "l'envers" ("det bakvända").

## Omkastning av stavelser inom ord

### Exempel
- "Pepåka" ("Påpeka")
- "Pickelnyga" ("Nyckelpiga")
- "Tabela" ("Betala")
- ”Fika” (“Kaffe”)
- "Sprittsmidning" ("smittspridning")

## Omkastning av stavelser mellan ord
På engelska kallas denna form av backslang för spoonerism.

### Exempel
- "Bala taklänges" ("Tala baklänges")
- "Pisse Mugg" ("Musse Pigg")
- "Histi Krimmelfärdsdag" ("Kristi Himmelfärdsdag")
- "marknadsledande vilseföring" ("vilseledande marknadsföring")